# Берегове – Яро-Яхінське – Юрхарівське-Пуровський
Берегове – Яро-Яхінське – Юрхарівське-Пуровський – конденсатопровід на півночі Тюменської області Росії, призначений для транспортування продукції кількох гігантських родовищ.
В 2015 році у міжріччі Пура і Тазу почалась розробка гігантського Яро-Яхінського газоконденсатного родовища. Комплекс його облаштування включає установку деетанізації конденсату, що вилучає найбільш легкі вуглеводневі гази та дозволяє підготувати конденсат до транспортування. 
Вивіз підготованого конденсату відбувається по спеціалізованому трубопроводу довжиною 63 та діаметром 273 мм, який підключений до більш потужної системи Юрхарівське – Пуровський ЗПК. Оскільки траса конденсатопроводу долає заповнену численними протоками заболочену долину річки Пур, на цій ділянці передбачили резервну другу нитку, так що у однонитковому вимірі довжина конденсатопроводу становить 80 км. Робочий тиск конденсатопроводу 8,4 МПа (в місці врізки у систему Юрхарівське – Пуровський ЗПК – 5,4 МПа).
В 2019-му ввели в дію конденсатопровід для видачі продукції іншого гігантського газоконденсатного родовища – Берегового. Він має довжину 60 км та подає ресурс до Яро-Яхінського родовища.